# Tomomi Morita
 (mai 2025).
Si vous disposez d'ouvrages ou d'articles de référence ou si vous connaissez des sites web de qualité traitant du thème abordé ici, merci de compléter l'article en donnant les références utiles à sa vérifiabilité et en les liant à la section « Notes et références ».
Tomomi Morita (森田 智己, Morita Tomomi), né le 22 août 1984 dans la Préfecture de Miyagi, est un nageur japonais spécialiste des épreuves en dos crawlé. Il compte à son palmarès deux médailles olympiques dont une individuelle ainsi que plusieurs podiums mondiaux en grand bassin obtenus au sein des relais.
En 2004, Morita participe à ses premiers Jeux olympiques à Athènes. Le nageur japonais y obtient la médaille de bronze sur l'épreuve du 100 m dos derrière l'Américain Aaron Peirsol et l'Autrichien Markus Rogan. En 54 s 36, Morita s'approprie par ailleurs le record d'Asie de la spécialité. Cinquième lors de la finale du 200 m, le dossiste participe également à l'épreuve du relais 4 × 100 4 nages en compagnie de ses compatriotes Kosuke Kitajima, Takashi Yamamoto et Yoshihiro Okumura. En battant le record continental, le quatuor décroche la médaille de bronze derrière les relais américain et allemand.
En 2005, le nageur s'illustre en remportant une médaille de bronze en relais lors des Mondiaux 2005 de Montréal puis, l'année suivante, en remportant trois médailles lors des championnats pan-pacifiques. Toujours sur 4 × 100 m 4 nages, Tomomi Morita décroche une troisième médaille mondiale en 2007 après des places d'honneur en individuel.

## Palmarès

### Jeux olympiques
- Jeux olympiques de 2004 à Athènes (Grèce) :
  -  Médaille de bronze sur l'épreuve du 100 m dos (54 s 36 - Record d'Asie).
  -  Médaille de bronze avec le relais 4 × 100 m 4 nages japonais (3 min 35 s 22 - Record d'Asie).
  - 5e lors de la finale du 200 m dos (1 min 58 s 40 - Record d'Asie).

### Championnats du monde
| Épreuve           | Barcelone 2003       | Montréal 2005        | Melbourne 2007       |
| ----------------- | -------------------- | -------------------- | -------------------- |
| 100 m dos         | 6e 54 s 86           | 4e 54 s 31           | 8e 55 s 04           |
| 200 m dos         | -                    | 8e 1 min 59 s 34     | 7e 1 min 59 s 14     |
| 4 × 100 m 4 nages | Bronze 3 min 36 s 12 | Bronze 3 min 35 s 40 | Argent 3 min 35 s 16 |